# Covington (Tennessee)
Covington ist eine US-amerikanische Stadt in Tennessee. Sie bildet den Verwaltungssitz des Tipton County. Das U.S. Census Bureau hat bei der Volkszählung 2020 eine Einwohnerzahl von 8.663 ermittelt.

## Geschichte
Das Gebiet um Covington war ursprünglich von amerikanischen Ureinwohnern verschiedener Stämme bewohnt. Sie nutzten den nahe gelegenen Mississippi als Handelsroute zwischen zahlreichen indianischen Völkern, die mehr als 1000 Jahre lang einen kontinentweiten Handel zwischen dem oberen Fluss und dem Südosten betrieben.
Tipton County ist eines der fünf heutigen Countys des Bundesstaates Tennessee, die an den Mississippi grenzen. Die ersten Europäer, die dieses Gebiet erkundeten, schlossen sich der bekannten Expedition der Franzosen Jacques Marquette und Louis Joliet im Jahr 1673 an. Diese Expedition fuhr den Mississippi vom heutigen Wisconsin bis zur Mündung des Arkansas River hinunter und dann wieder flussaufwärts bis zum Michigansee. Der Arkansas River stellt einen Teil der Grenze zwischen dem heutigen Arkansas und Mississippi dar. Es ist wahrscheinlich, dass de Soto und seine Männer um 1541 hier in der Nähe vorbeikamen.
Da dieses gesamte Gebiet aus fruchtbaren Überschwemmungsgebieten und einem Klima mit langen, heißen Sommern und ausreichenden Niederschlägen besteht, wurden im 19. Jahrhundert die Gegend um Covington und der Rest von West Tennessee für Baumwollplantagen erschlossen. Diese wurde im 19. Jahrhundert zur wichtigsten Nutzpflanze im gesamten Süden und verschaffte vielen Großgrundbesitzern großen Reichtum. Afrikanische Sklaven wurden von den Plantagenbesitzern, die sich hier niederließen, nach West Tennessee gebracht oder durch den Verkauf im inländischen Sklavenhandel hierher gezwungen. West-Tennessee war das Zentrum der Sklaverei im großen Stil in Tennessee, und Memphis hatte einen großen Sklavenmarkt. Pflanzer und Farmer in Middle Tennessee hielten ebenfalls Sklaven, wenn auch in geringerer Zahl. Die Farmer im östlichen Teil des Staates betrieben meist kleine Subsistenzfarmen und hielten nur wenige Sklaven.
Während des Bürgerkriegs kämpften Unionsarmee und Unionsmarine darum, die Kontrolle über strategische Gebiete entlang des Mississippi zu erlangen, um dessen Verkehr zu kontrollieren und die Konföderierten Staaten in zwei Teile zu spalten. Die konföderierte Armee leistete Widerstand, aber die Unionsarmee besiegte und besetzte Truppen in Tipton und anderen Counties von Tennessee und im Nordosten von Arkansas. Der Krieg endete früh in der Gegend von Covington, und Tennessee wurde ab 1862 von Unionstruppen besetzt.
Ab den 1870er Jahren, während der Ära der Reconstruction, unterstützte die staatliche Legislative den Bau von Eisenbahnen in der Region, um den Transport der Ernten zum Markt zu verbessern. Die Memphis and Paducah Railroad stellte im Juli 1873 ihre Strecke nach Covington fertig. Die erste Telegrafenlinie zwischen Memphis und Covington wurde 1882 fertiggestellt. Im Jahr 1894 wurde in Covington elektrische Energie installiert. Die Stadt richtete 1898 ein städtisches Wassersystem ein, um die Einwohner mit reinem Trinkwasser zu versorgen.
Nach der Erfindung des Automobils begannen die Vereinigten Staaten in den 1910er und 1920er Jahren mit dem Bau weiterer asphaltierter Überlandstraßen in verschiedenen Regionen des Landes. Diese entwickelten sich zum U.S. Numbered Highway System, und die U.S. Route 51 wurde eingerichtet. Dieser Highway verbindet Memphis und Punkte im Süden mit Chicago, über Covington und Cairo, Illinois. Covington ist damit eine kleine Stadt mit Zugang zu einem wichtigen Nord-Süd-Highway für Handel und Reisen.

## Demografie
Nach einer Schätzung von 2019 leben in Covington 8834 Menschen. Die Bevölkerung teilte sich im selben Jahr auf in 47,8 % Weiße, 48,6 % Afroamerikaner und 2,5 % mit zwei oder mehr Ethnizitäten. Hispanics oder Latinos aller Ethnien machten 1,8 % der Bevölkerung aus. Das mittlere Haushaltseinkommen lag bei 32.568 US-Dollar und die Armutsquote bei 24,7 %.

## Söhne und Töchter der Stadt
- Rufus King Garland (1830–1886), Jurist, Plantagenbesitzer, Methodistenprediger, Politiker und Offizier
- Isaac Hayes (1942–2008), Soulmusiker und Komponist
- Tony Delk (* 1974), Basketballspieler